# Parnassius phoebus
Parnassius phoebus là một loài bướm trong họ Papilionidae được tìm thấy ở Á-Âu và Bắc Mỹ.

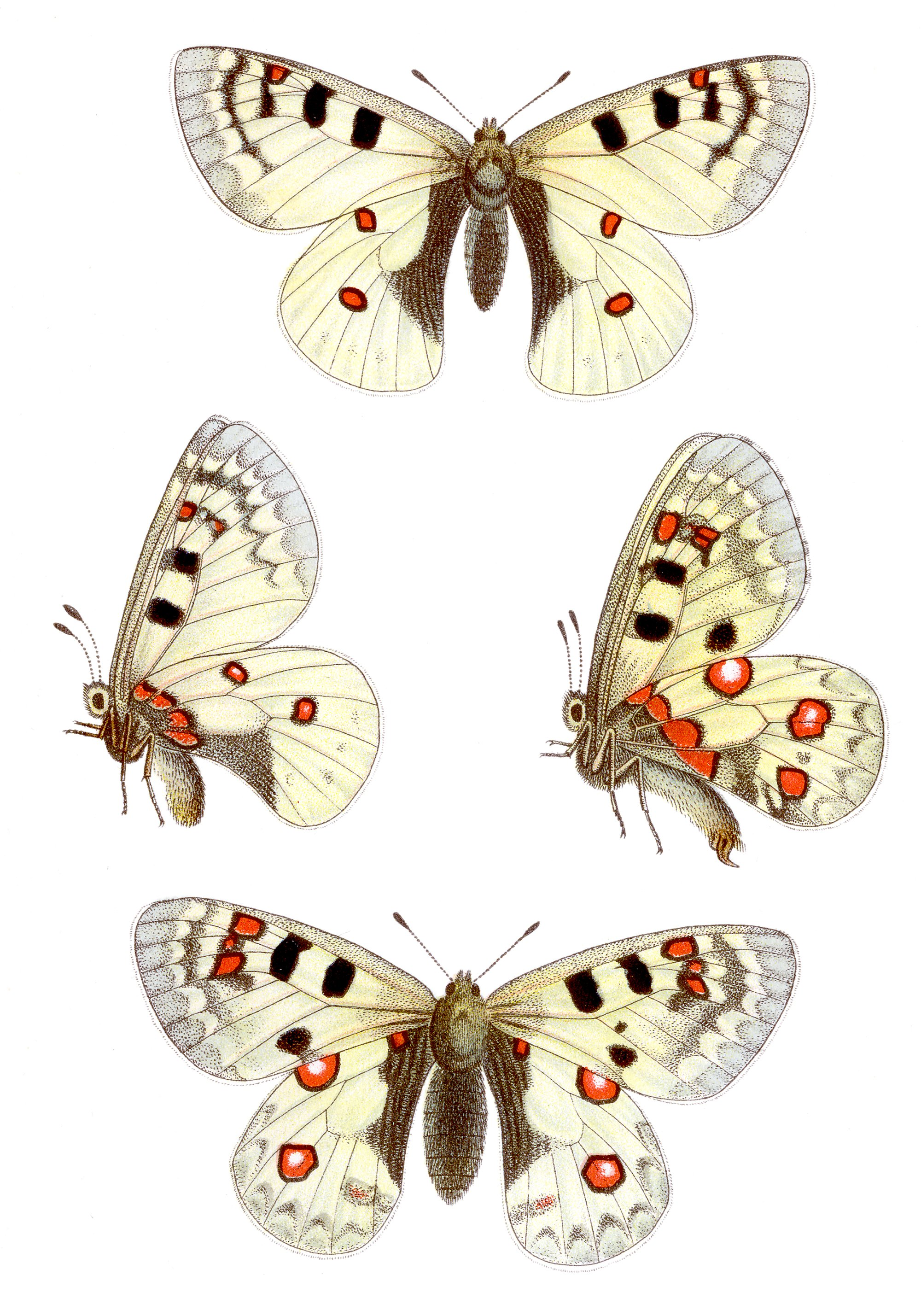
Das kleine Schmetterlingsbuch: Die Tagfalter, Insel-Bücherei Nr. 213

P. phoebus được tìm thấy ở Alps, Urals, Siberia, Kazakhstan, Mông Cổ, Trung Quốc, Alaska và Canada phía nam qua Hoa Kỳ đến Utah và New Mexico.

## Hình ảnh

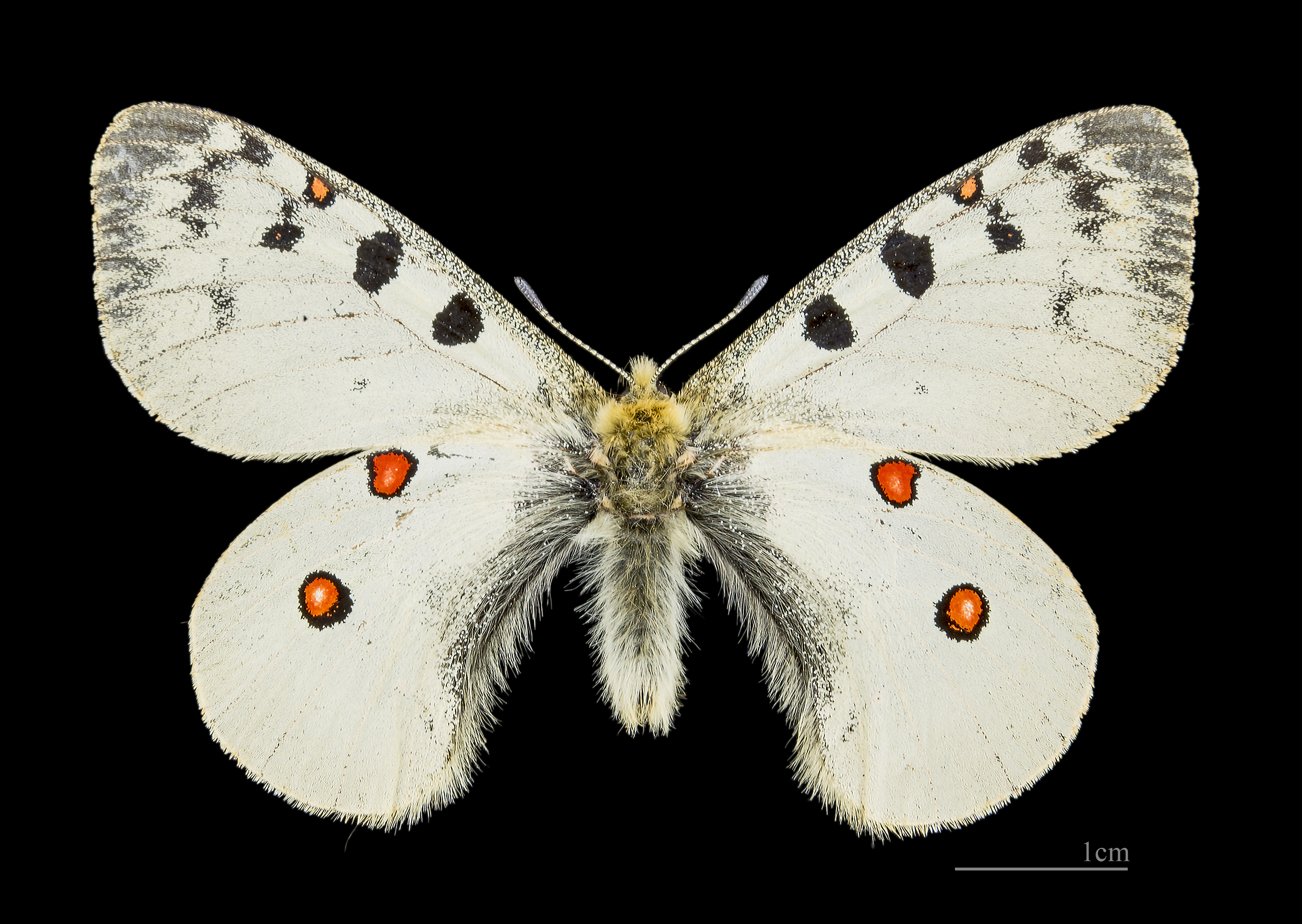
♂
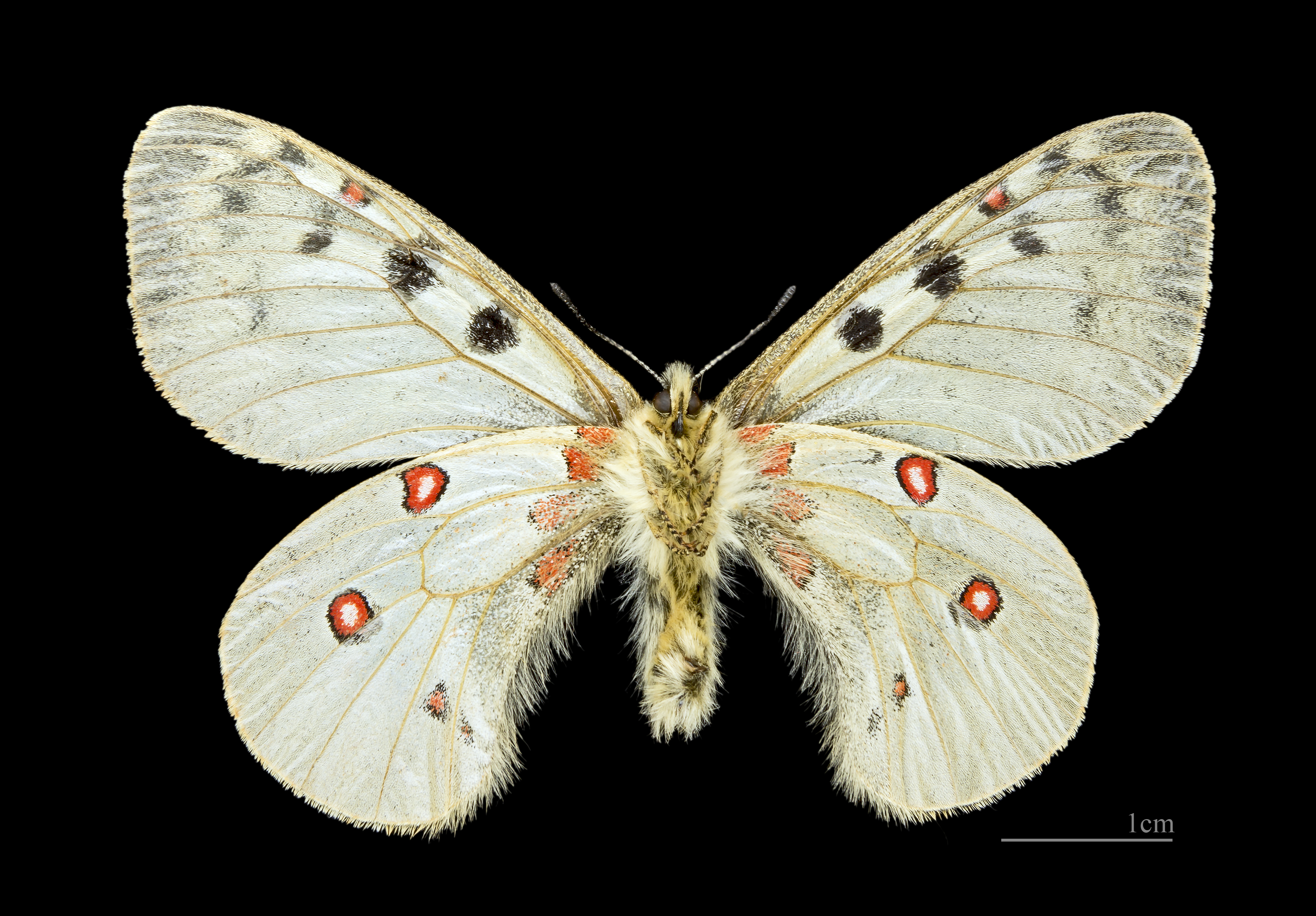
♂ △
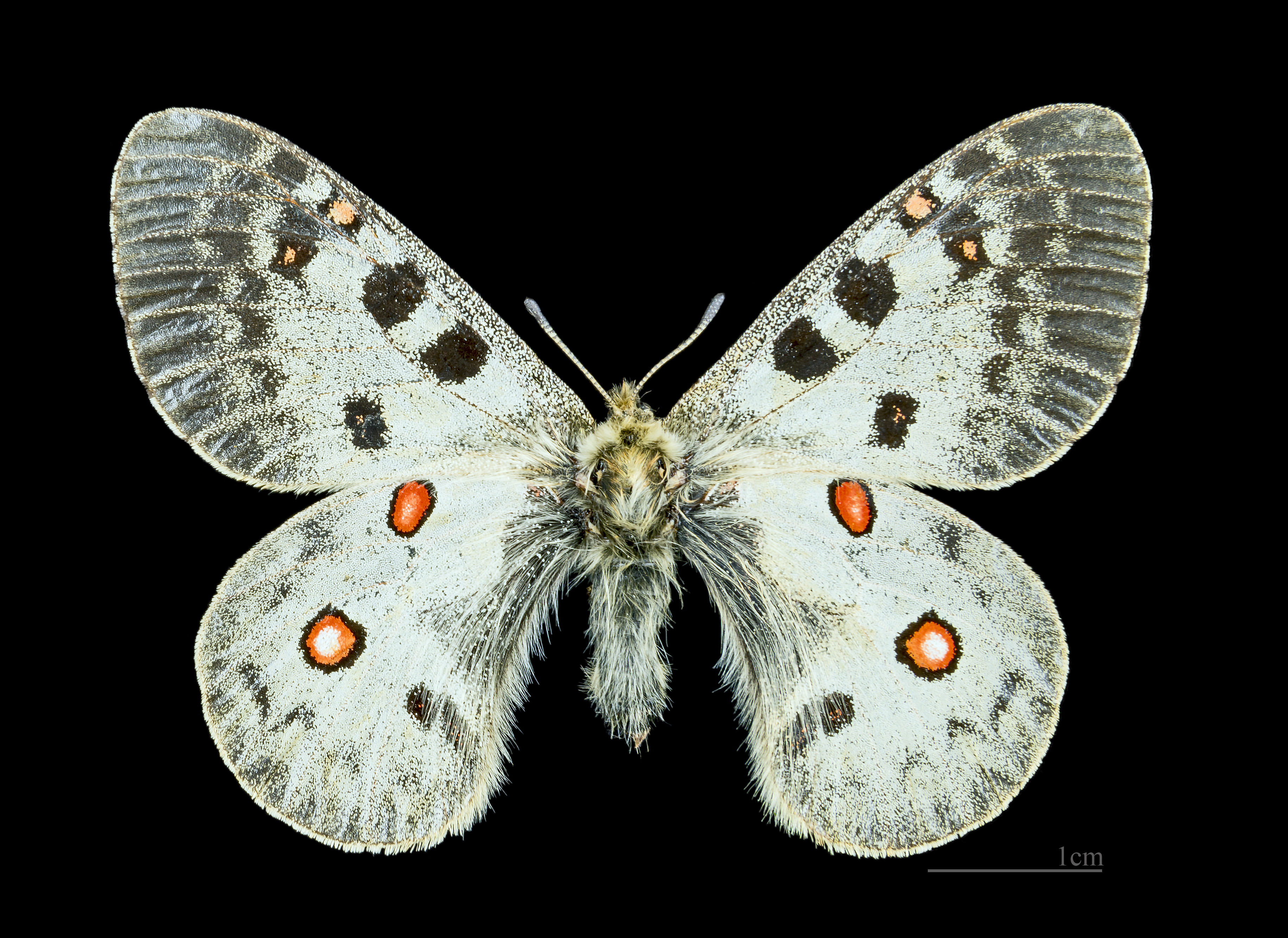
♀
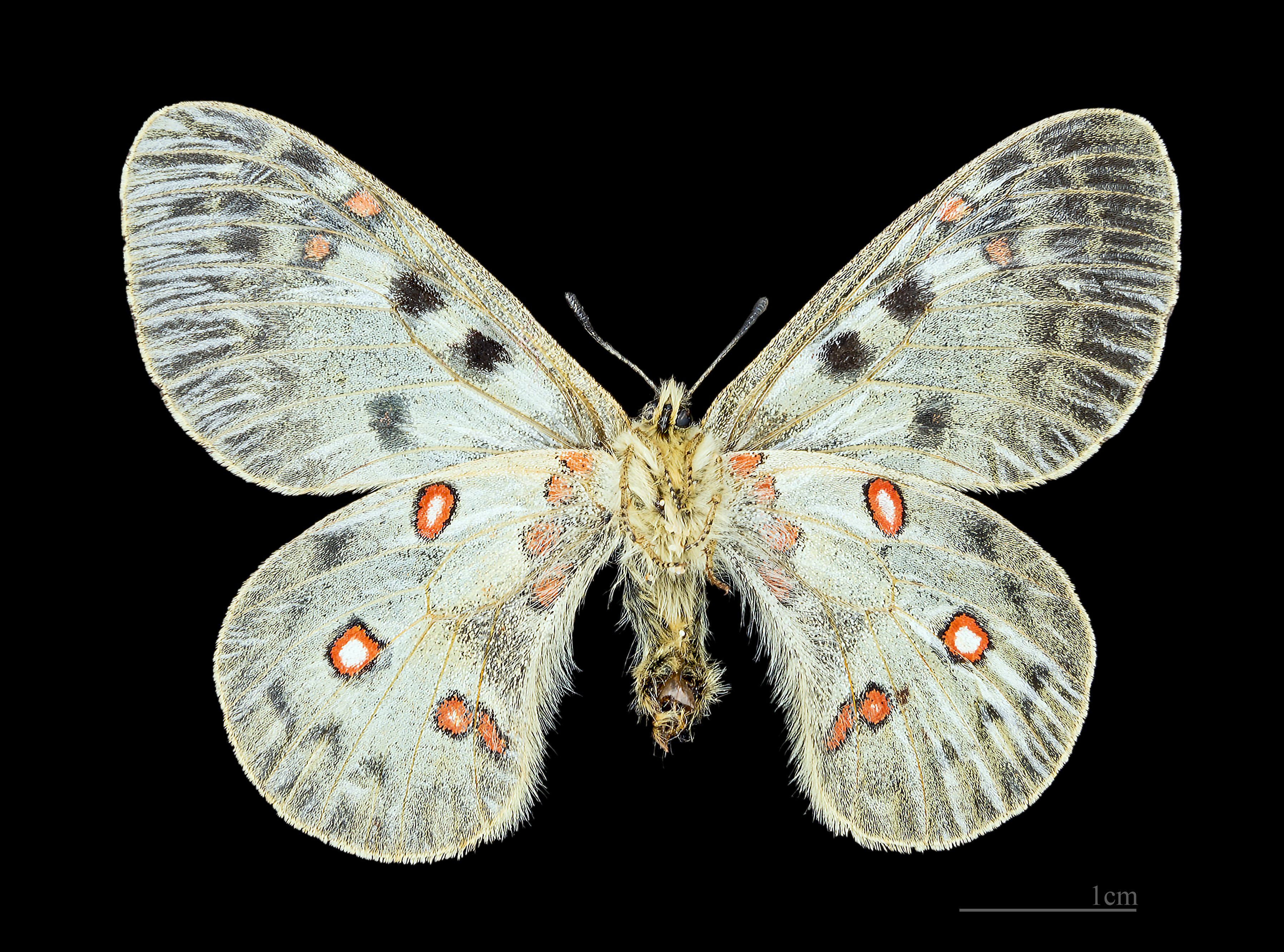
♀△

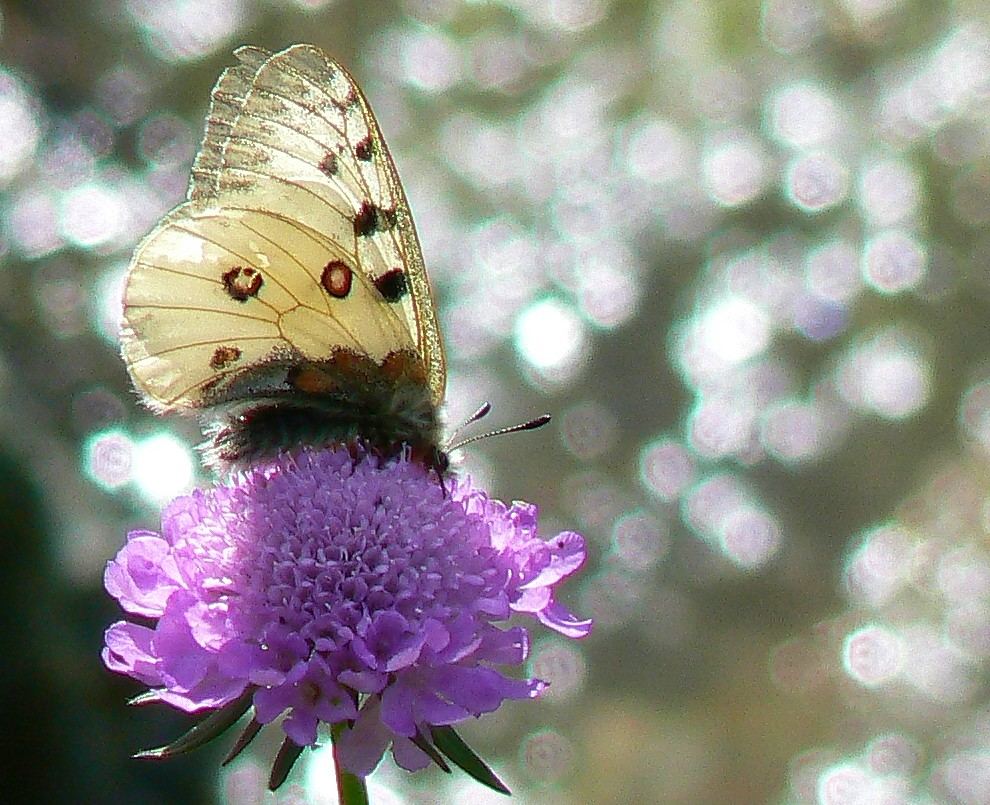
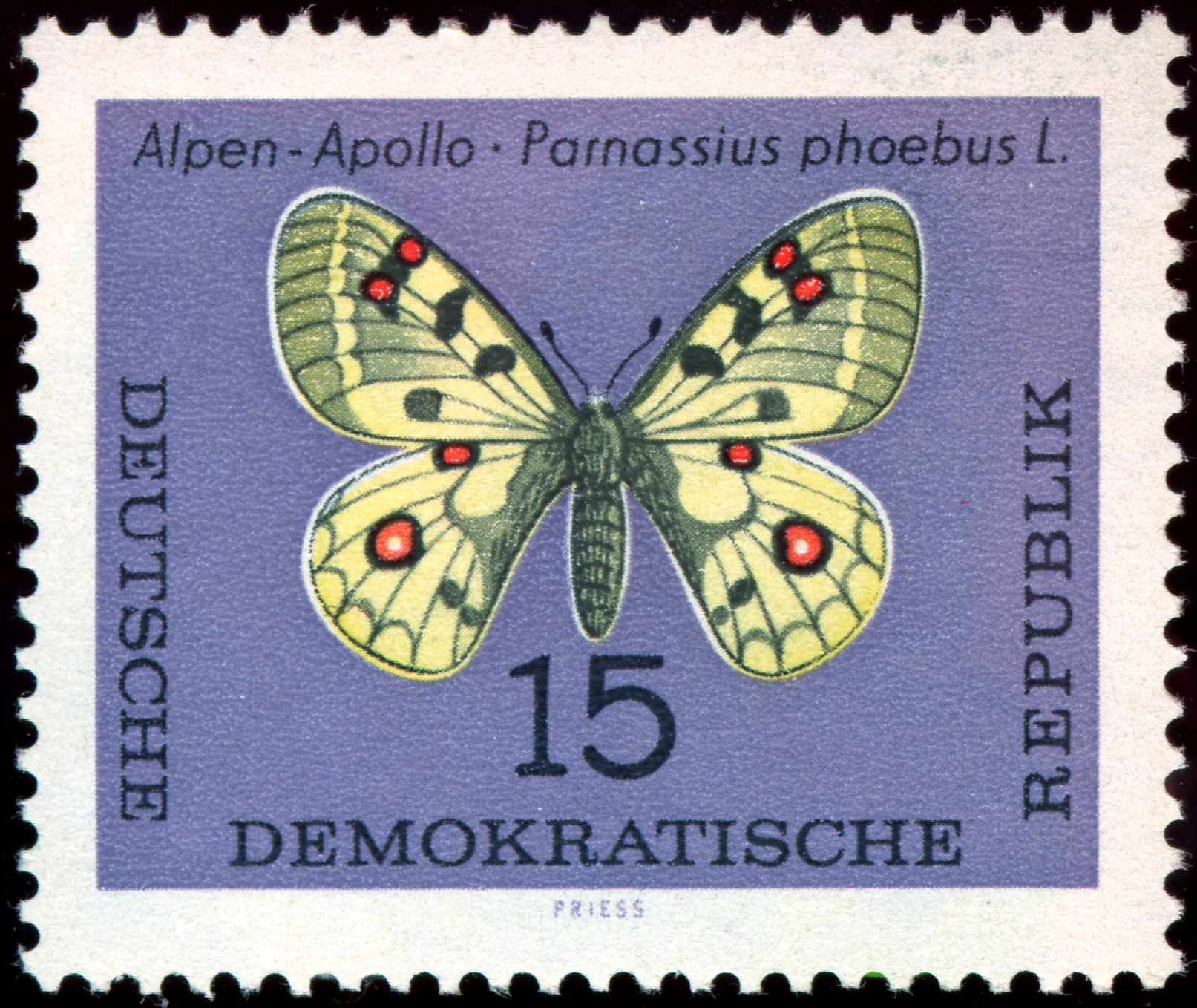
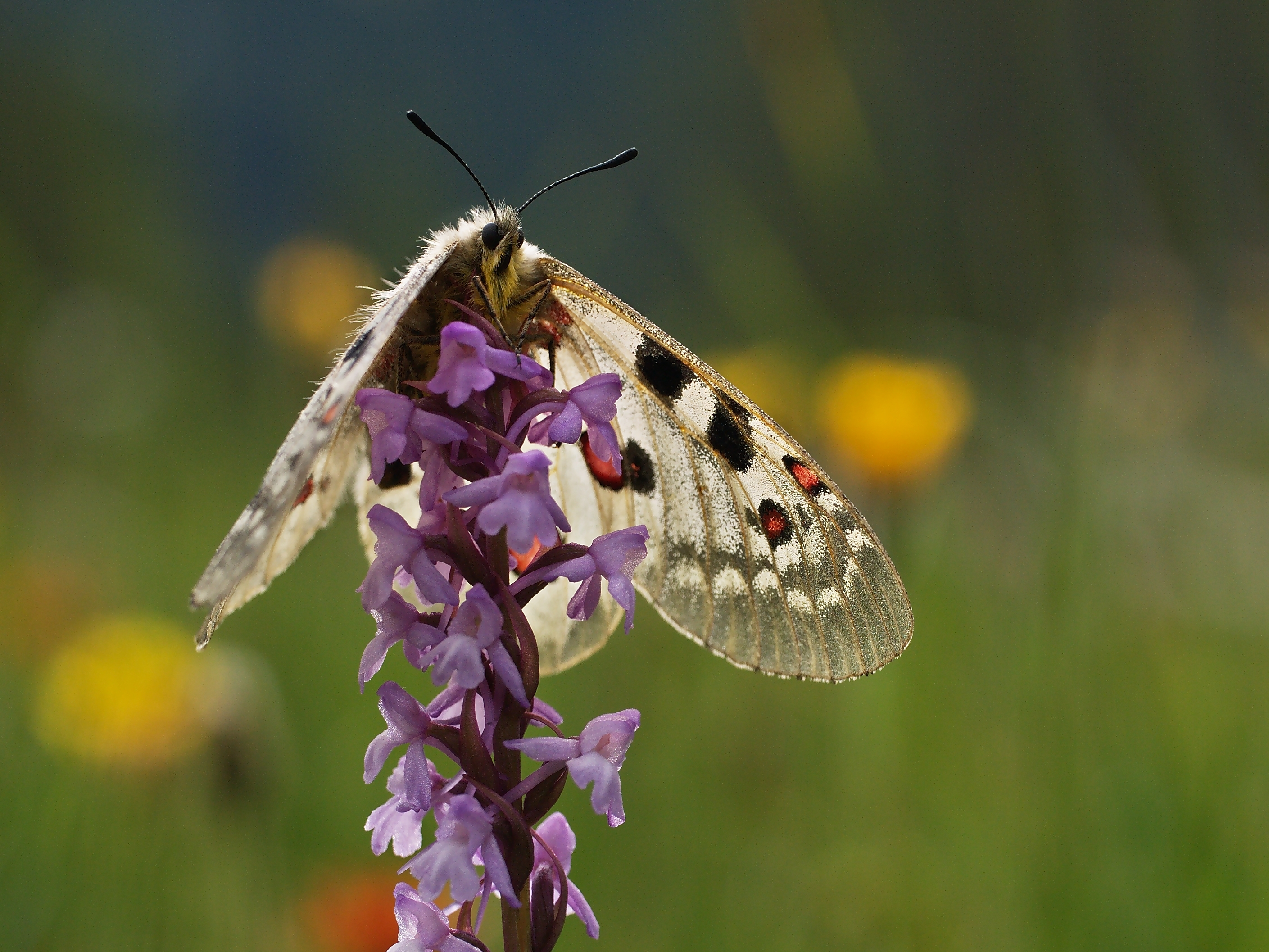

## Thức ăn của ấu trùng
- Saxifraga sp.
- Sedum sp.
- Sempervivum montanum